# James Durkin
James Durkin, nato James Peter Durkin (Quebec, 21 maggio 1876 – Los Angeles, 12 marzo 1934), è stato un attore e regista canadese.
Emigrato negli Stati Uniti, lavorò a Hollywood e a Broadway. Fu sposato con la famosa attrice Maude Fealy.

## Filmografia

### Attore
- The Junior Partner - cortometraggio (1913)
- The Chasm, regia di James Durkin (1914)
- Shadow of the Law, regia di Louis J. Gasnier (1930)
- L'ultima carovana (Fighting Caravans), regia di Otto Brower e David Burton (1931)
- Orda conquistatrice (The Conquering Horde), regia di Edward Sloman (1931)
- Bare Knees, regia di Harry L. Fraser - cortometraggio (1931)
- Gun Smoke, regia di Edward Sloman (1931)
- The Vice Squad, regia di John Cromwell (1931)
- Una tragedia americana (An American Tragedy), regia di Josef von Sternberg (1931)
- The Devil's Mate
- Perils of Pauline, regia di Ray Taylor - serial (1933)
- The Side of Heaven, regia di William K. Howard (1934)
- Heat Lightning, regia di Mervyn LeRoy (1934)
- Uncertain Lady, regia di Karl Freund (1934)
- Scandalo (Glamour), regia di William Wyler (1934)
- Il mercante di illusioni (Upper World), regia di Roy Del Ruth (1934)
- The Vanishing Shadow, regia di Louis Friedlander - serial (1934)

### Regista
- Peggy's Invitation - cortometraggio (1913)
- When the Wheels of Justice Clogged - cortometraggio (1914)
- Remorse - cortometraggio (1914)
- The Outlaw's Nemesis - cortometraggio (1914)
- Jean of the Wilderness - cortometraggio (1914)
- Old Jackson's Girl - cortometraggio (1914)
- The Chasm (1914)
- Pawns of Fate - cortometraggio (1914)
- The Adventures of a Good Fellow - cortometraggio (1914)
- The Celebrated Scandal, co-regia di J. Gordon Edwards (1915)
- Big Brother Bill - cortometraggio (1915)
- The Running Fight (1915)
- The Incorrigible Dukane (1915)
- The Mummy and the Humming Bird (1915)
- The Clarion (1916)
- Who Killed Simon Baird? (1916)
- The Red Widow (1916)